# Instituto Secular Cristo Rey
El Instituto Secular Cristo Rey (oficialmente en italiano: Istituto Secolare Cristo Re) es un instituto secular laical, católico, masculino y de derecho pontificio, fundado por el político italiano Giuseppe Lazzati, en Milán, en 1938.

## Historia

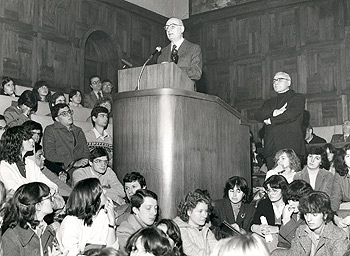
Giuseppe Lazzati (1909-1986), fundador del instituto, en un discurso en la Universidad Católica del Sagrado Corazón.

El instituto fue fundado por el político y periodista católico italiano Giuseppe Lazzati, quien, junto con otros diez compañeros, deseosos de consagrar sus vidas a Cristo, pero sin formar parte de una congregación religiosa sino viviendo su vida de seculares, con el fin de ser fermento, según el Evangelio, en el mundo. De esta manera los miembros del instituto respondían a su propia vocación, trabajando en oficios seculares, del mundo de la política, el compromiso social, en sindicatos y otras expresiones de la vida cotidiana, participando como laicos de la misión de la Iglesia.
Este nuevo tipo de vida consagrada no no tenía una forma jurídica clara en el seno de la Iglesia católica, hasta que el papa Pío XII, resolvió esa situación, mediante la constitución apostólica Provida Mater Ecclesia. Con las facultades permitidas por dicho documento, el arzobispo de Milán, Ildefonso Schuster, aprobó el movimiento como instituto secular laical de derecho diocesano, el 1 de mayo de 1952, con el nombre de Milites Christi Regis. Luego de renovar sus estatutos, siguiendo las directivas del Concilio Vaticano II, el 27 de octubre de 1968, mediante Decretum laudis del papa Pablo VI, lo elevó al rango de instituto secular de derecho pontificio, asumiendo el nombre actual.

## Organización
El Instituto Secular Cristo Rey es una organización católica de vida de consagrada, de derecho pontificio y de gobierno centralizado. El gobierno es ejercido por un presidente general que tiene su sede en Milán (Italia). Cada presencia se organiza en comunidades con un presidente local.
Los miembros de este instituto se dedican a las más diversas y variadas actividades, según el número de comunidades, ya que cada una es autónoma y no tienen un apostolado común. El ideal es vivir Evangelio desde su secularidad, profesando los consejos evangélicos de obediencia, castidad y pobreza, de manera privada. Cada uno trabaja en su vocación personal. No tienen ningún distintivo y ningún uniforme. En 2017, el instituto contaba con 128 miembros, presentes en Italia, Polonia, India, República Democrática del Congo, Uganda, China, Nueva Zelanda, Ghana y Venezuela.